# Oligosoma
Oligosoma – rodzaj jaszczurek z podrodziny Eugongylinae w rodzinie scynkowatych (Scincidae).

## Zasięg występowania
Rodzaj obejmuje gatunki występujące na Nowej Zelandii i okolicznych wyspach oraz na australijskich wyspach Lord Howe i Norfolk. 

## Systematyka

### Etymologia
- Oligosoma: gr. ολιγος oligos „mały, krótki”[5]; σωμα sōma, σωματος sōmatos „ciało”[6].
- Cyclodina: zdrobnienie nazwy rodzaju Cyclodus Wagler, 1828[7]. Gatunek typowy: Cyclodina aenea Girard, 1857.

### Podział systematyczny
Do rodzaju należą następujące gatunki: 

- Oligosoma acrinasum (Hardy, 1977)
- Oligosoma aeneum (Girard, 1858)
- Oligosoma alani (Robb, 1970)
- Oligosoma albornense Melzer, Hitchmough, Bell, Chapple & Patterson, 2019
- Oligosoma aureocola Knox, Patterson & Chapple, 2023
- Oligosoma auroraense Melzer, Hitchmough, Bell, Chapple & Patterson, 2019
- Oligosoma awakopaka Jewell, 2017
- Oligosoma burganae Chapple, Bell, Chapple, Miller, Daugherty & Patterson, 2011
- Oligosoma carinacauda Bell & Patterson, 2024
- Oligosoma chloronoton (Hardy, 1977)
- Oligosoma elium Melzer, Bell & Patterson, 2017
- Oligosoma eludens Knox, Chapple & Bell, 2024
- Oligosoma fallai (McCann, 1955)
- Oligosoma grande (Gray, 1845)
- Oligosoma Hardyi (Chapple, Patterson, Bell & Daugherty, 2008)
- Oligosoma homalonotum (Boulenger, 1906)
- Oligosoma hoparatea Whitaker, Chapple, Hitchmough, Lettink & Patterson, 2018
- Oligosoma inconspicuum (Patterson & Daugherty, 1990)
- Oligosoma infrapunctatum (Boulenger, 1887)
- Oligosoma judgei Patterson & Bell, 2009
- Oligosoma kahurangi Patterson & Hitchmough, 2021
- Oligosoma kakerakau Barr, Chapple, Hitchmough, Patterson & Ngātiwai Trust Board, 2021
- Oligosoma kokowai Melzer, Bell & Patterson, 2017
- Oligosoma levidensum (Chapple, Patterson, Bell & Daugherty, 2008)
- Oligosoma lichenigerum (O’Shaughnessy, 1874)
- Oligosoma lineoocellatum (Duméril, 1851)
- Oligosoma longipes Patterson, 1997
- Oligosoma maccanni (Hardy, 1977)
- Oligosoma macgregori (Robb, 1975)
- Oligosoma microlepis (Patterson & Daugherty, 1990)
- Oligosoma moco (Duméril & Bibron, 1839)
- Oligosoma newmani Wells & Wellington, 1985
- Oligosoma nigriplantare (Peters, 1874)
- Oligosoma northlandi (Worthy, 1991)
- Oligosoma notosaurus (Patterson & Daugherty, 1990)
- Oligosoma oliveri (McCann, 1955)
- Oligosoma ornatum (Gray, 1843)
- Oligosoma otagense (McCann, 1955)
- Oligosoma pachysomaticum (Robb, 1975)
- Oligosoma pikitanga Bell & Patterson, 2008
- Oligosoma polychroma (Patterson & Daugherty, 1990)
- Oligosoma prasinum Melzer, Bell & Patterson, 2017
- Oligosoma repens Chapple, Bell, Chapple, Miller, Daugherty & Patterson, 2011
- Oligosoma robinsoni Wells & Wellington, 1985
- Oligosoma roimata Patterson, Hitchmough & Chapple, 2013
- Oligosoma salmo Melzer, Hitchmough, Bell, Chapple & Patterson, 2019
- Oligosoma smithi (Gray, 1845)
- Oligosoma stenotis (Patterson & Daugherty, 1994)
- Oligosoma striatum (Buller, 1871)
- Oligosoma suteri (Boulenger, 1906)
- Oligosoma taumakae Chapple & Patterson, 2007
- Oligosoma tekakahu Chapple, Bell, Chapple, Miller, Daugherty & Patterson, 2011
- Oligosoma toka Chapple, Bell, Chapple, Miller, Daugherty & Patterson, 2011
- Oligosoma townsi (Chapple, Patterson, Gleeson, Daugherty & Ritchie, 2008)
- Oligosoma waimatense (McCann, 1955)
- Oligosoma whitakeri (Hardy, 1977)
- Oligosoma zelandicum (Gray, 1843)